# هانس دبليو. بيترسن
هانس دبليو. بيترسن (بالدنماركية: Hans W. Petersen)‏ هو ممثل دنماركي، ولد في 28 يناير 1887 في الدنمارك في مملكة الدنمارك، وتوفي في 27 أبريل 1974 في Gentofte Municipality ‏ في الدنمارك.

## وصلات خارجية
- هانس دبليو. بيترسن على موقع IMDb (الإنجليزية)
- هانس دبليو. بيترسن على موقع ميوزك برينز (الإنجليزية)
- هانس دبليو. بيترسن على موقع قاعدة بيانات الأفلام السويدية (السويدية)
- هانس دبليو. بيترسن على موقع ديسكوغز (الإنجليزية)
- هانس دبليو. بيترسن على موقع قاعدة بيانات الفيلم (الإنجليزية)
- هانس دبليو. بيترسن على موقع كينوبويسك (الروسية)